# Руфанова, Елена Андреевна
Елена Андреевна Руфанова (род. 21 января 1967, Вологда) — советская и российская актриса театра и кино, заслуженная артистка России (2007).

## Биография
Елена Андреевна Руфанова родилась 21 января 1967 года в Вологде. В 1990 году окончила Ленинградский институт театра, музыки и кинематографии, факультет драматического искусства (курс Игоря Владимирова).
После окончания института была принята в труппу Академического театра имени Ленсовета.
С 2002 года — актриса Санкт-Петербургского академического Театра Комедии имени Н. П. Акимова.
Актриса разнообразного амплуа. Играла роли травести и молодых героинь в пьесах современных авторов, а также в пьесах классического репертуара.
Заслуженная артистка России (2007).
Составители «Новейшей истории отечественного кино» характеризуют выпускницу «ленсоветовской» школы Елену Руфанову как актрису резкую, «со склонностью к грубоватому рисунку», не испытывающую стеснительности в выборе средств и красок. Такой её знают по спектаклям «Крошка» (Кристина), «Таланты и поклонники» (Смельская), «Малыш и Карлсон» (Малыш).
В «Молохе» Александра Сокурова её героиня иная: режиссёр «смягчил и обработал» яркий женский свет театральных образов Руфановой. Поэтому её Ева Браун, по словам киноведа Татьяны Москвиной («Сеанс»), — «единственное существо, находящееся в полной гармонии с природой».
В картине Светланы Проскуриной «Удалённый доступ» актриса играет Веру, которая «почти на физиологическом уровне держит на расстоянии (в удалении) всех окружающих: партнёра по бизнесу, охранника, любовника».

## Признание и награды
- 1999 — Премия «Золотой Овен» за лучшую женскую роль («Молох»)
- 1999 — Открытый Российский кинофестиваль «Кинотавр» в Сочи. Приз за лучшую женскую роль («Молох»)
- 1999 — Кинофестиваль «Виват кино России!» в Санкт-Петербурге. Приз за лучшую женскую роль («Молох»)
- 2005 — Международный кинофестиваль «Pacific Meridian» во Владивостоке. Приз за лучшую женскую роль («Удалённый доступ»)
- 2007 — удостоена звания «Заслуженный артист России»

## Фильмография
- 1987 — Соблазн — Валя Жукова
- 1990 — Бакенбарды — участница «Органов»
- 1992 — На Иртыше
- 1995 — Уик-энд с детективом
- 1996 — Жёсткое время
- 1997 — Улицы разбитых фонарей — 1 — Маруся
- 1999 — Молох — Ева Браун
- 2002 — Улицы разбитых фонарей — 4 — Измайлова
- 2002 — Убойная сила-4 (серия «Бабье лето») — Татьяна Поливанова
- 2003 — Русский ковчег — первая дама
- 2004 — Богиня: как я полюбила — врач Елена
- 2004 — Удалённый доступ — Вера
- 2005 — Господа присяжные — Дарья Борисовна
- 2006 — Жесть — Зойка
- 2006 — Преступление и погода — Надежда
- 2007 — Завещание Ленина — Елена Северская
- 2007 — Ниоткуда с любовью, или Весёлые похороны — Ирина
- 2008 — Взятки гладки — Анна Павловна, жена Аристарха Вышневского
- 2008 — Если нам судьба — Екатерина Добрынина
- 2010 — Последняя встреча — Надежда Константиновна
- 2012 — Литейный — 7 — Елена Петровна Шевчук
- 2014 — Плата по счётчику — Александра Ремчукова
- 2015 — Великая — герцогиня Иоганна Елизавета Гольштейн-Готторпская
- 2017 — Отличница — Екатерина Михайловна Крапивина
- 2017 — Ученица Мессинга — Мария Воропаева, мама Ольги
- 2017 — Непокорная — Елена Михайловна Литвинова
- 2017 — Крылья Империи — Надежда Георгиевна Дьяконова
- 2018 — Лачуга должника — Элла Алексеевна
- 2018 — Мажор-3 — Раиса Ивановна, заведующая детского дома (10-я серия)
- 2019 — Проспект Обороны — Анна Николаевна Астахова
- 2021 — Воскресенский — Павлова
- 2021 — Чиновница — директор детдома
- 2022 — Родители строгого режима — главврач больницы
- 2023 — Аутсайдер — Елена Владимировна Степанова, судья
- 2023 — Цербер — Даная Львовна